# Андерсон, Джон Алвин
Джон А́лвин А́ндерсон (англ. John Alvin Anderson, по записи в церковной книге — швед. Johan Albin, 25 марта 1869, Стокгольм — 26 июня 1948, Калифорния) — американский фотограф шведского происхождения, проживший большую часть жизни в США. Стал известен благодаря съёмкам жизни индейцев сиу в резервации Роузбад в Южной Дакоте с 1885 по 1930 год. В настоящее время 322 фотопластинки Андерсона хранятся и демонстрируются в музее исторического общества штата Небраска в Линкольне.

## Ранние годы
Джон был шестым ребёнком, рождённым от Андерса Саломона Габриэльсона и Анны Беаты Магнусдоттир. Семья занималась земледелием на территории Винберг-Юнгбю, недалеко от Фалькенберга. Габриэльссон в 1869 году отправился на заработки в США, зарабатывая деньги для отправки домой, а в мае следующего года, вскоре после рождения Андерсона, вся семья эмигрировала в Пенсильванию. Анна Магнусдоттир умерла в 1876 году, а её овдовевший муж в 1883 году перевёз семью в Небраску, где была большая скандинавская диаспора.

## Жизнь и деятельность

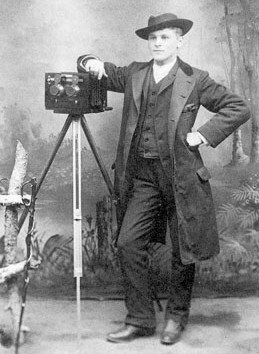
Андерсон со стереокамерой

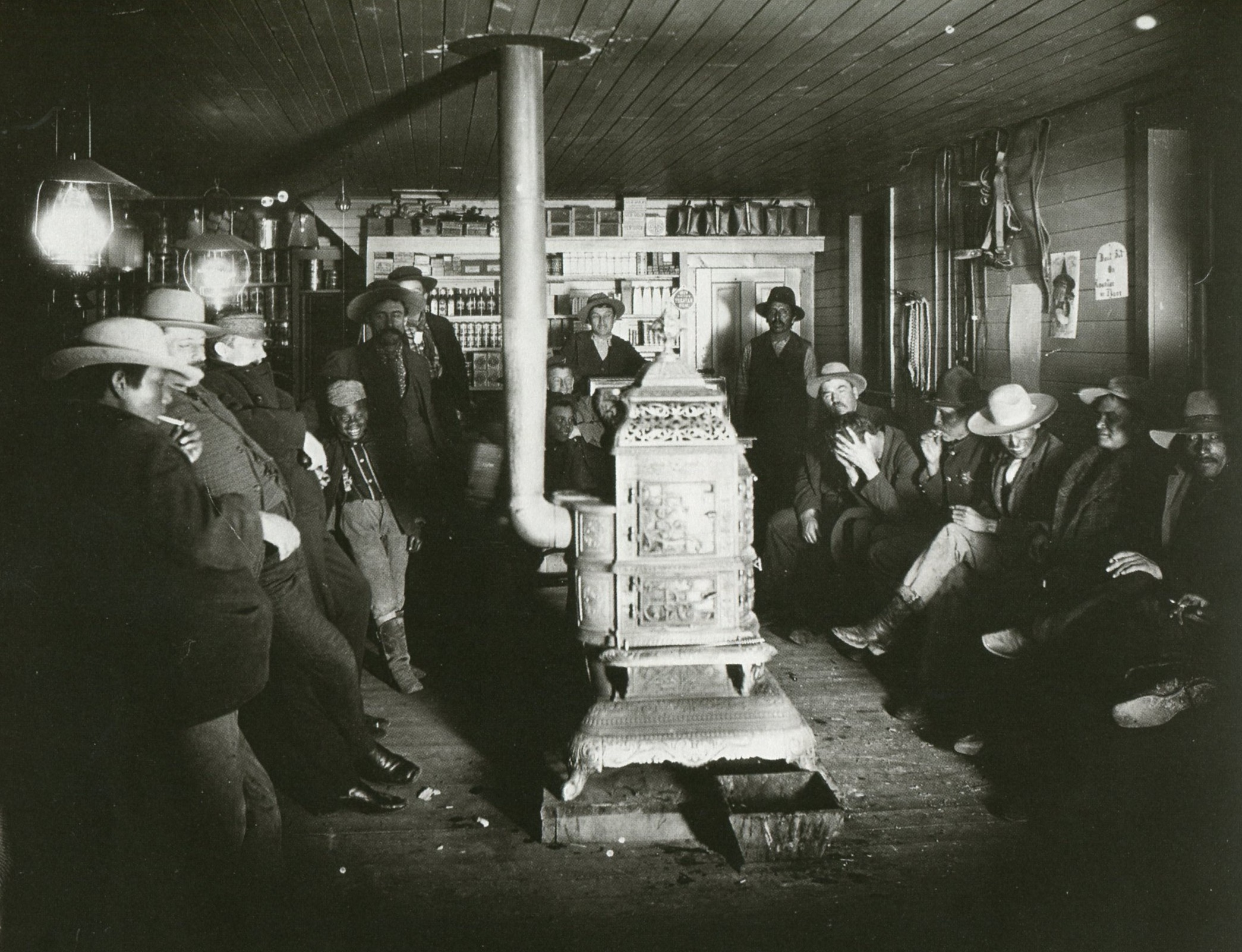
Торговая станция Чарльза Джордана, 1893

Андерсон работал плотником и копил на камеру Premo View формата 8"x10". Его самые ранние фотографии датируются примерно 1880 годом. Он помогал известному фотографу Уильяму Ричарду Кроссу (1839—1907) фотографировать солдат в форте Ниобрара. Андерсон сблизился с представителями племён сиу во время своего пребывания в Небраске и близлежащей Южной Дакоте, поэтому в 1889 году генерал Джордж Крук попросил его работать официальным фотографом во время переговоров между государством и представителями коренного населения. Эти переговоры привели к созданию индейской резервации Роузбад. В следующем году Андерсон выпустил свой первый сборник фотографий «Среди сиу».
Помимо своей роли фотографа, Андерсон работал посредником между государством и сиу. Он собрал немало образцов индейского прикладного искусства, включая вазы, оружие и драгоценности. В 1890-х годах он стал совладельцем и почтальоном торговой станции, управляемой индейским агентом Чарльзом Филандером Джорданом (1856—1924) в резервации Роузбад. Андерсон документировал и фоткал сиу, включая членов наиболее влиятельных племенных семей, в течение 45-летнего периода между 1885 и 1930 годами. На фотографиях Андерсона были изображены Хи Дог, Татанка Витко, Айрон Шелл и Краун Дог.
Пожар 1928 года частично уничтожил фотографии Андерсона, но в том же году был выпущен его второй сборник фотографий «Памятники Сиу», в котором ему помогала его жена Миртл. Он и его жена переехали в Рапид-Сити в 1937 году, в течение нескольких лет он был куратором музея индейцев-сиу. После смерти Андерсона его жена продала фотографии частному коллекционеру за сто долларов. В конечном итоге они были переданы в дар Небрасскому государственному историческому обществу. Некоторые из фотографий Андерсона также выставлены в музее в Рапид-Сити.

## Избранные работы

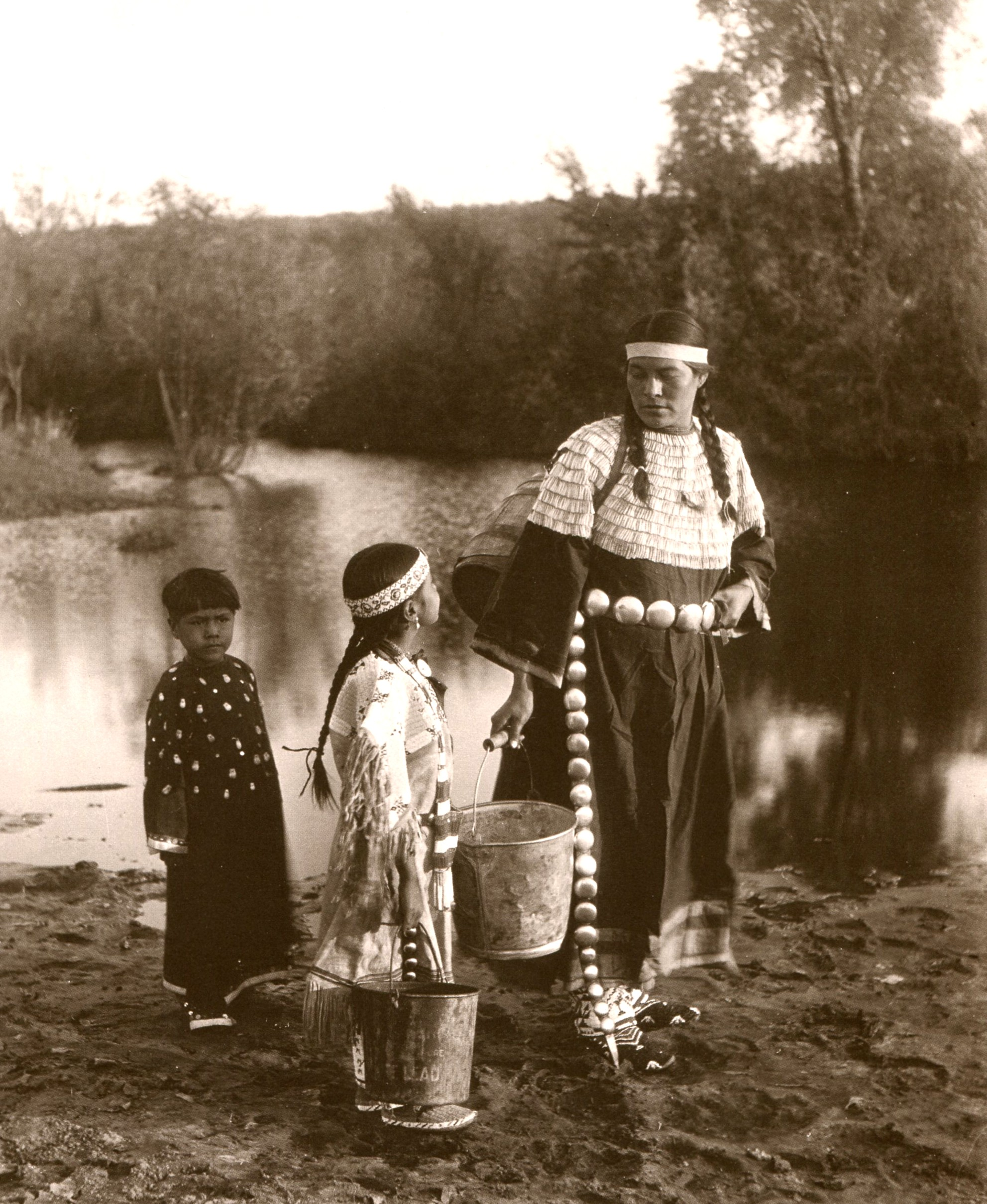
Сиянка с детьми, 1900
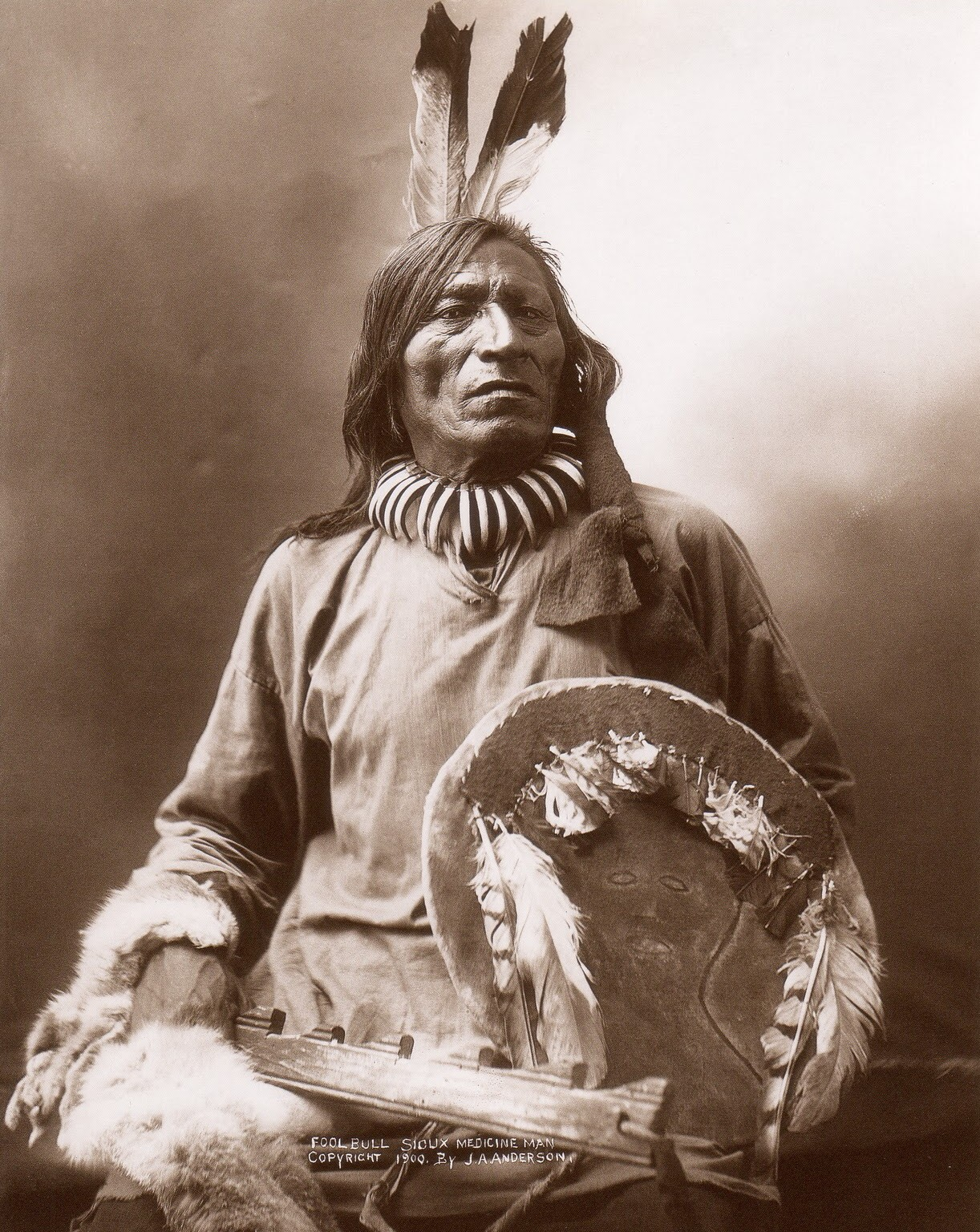
Татанка Витко (1844–1909)
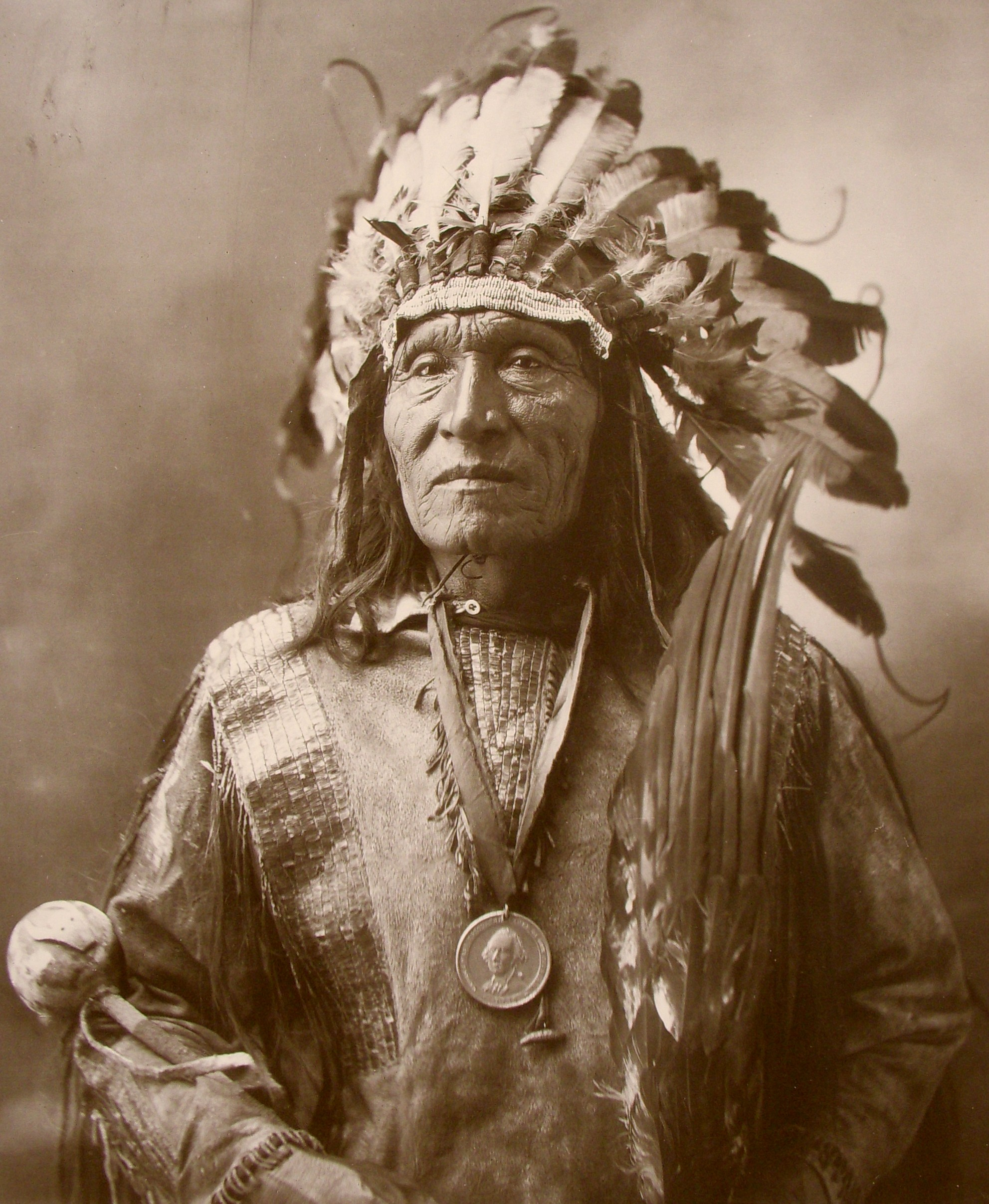
Хи Дог (1836–1927)
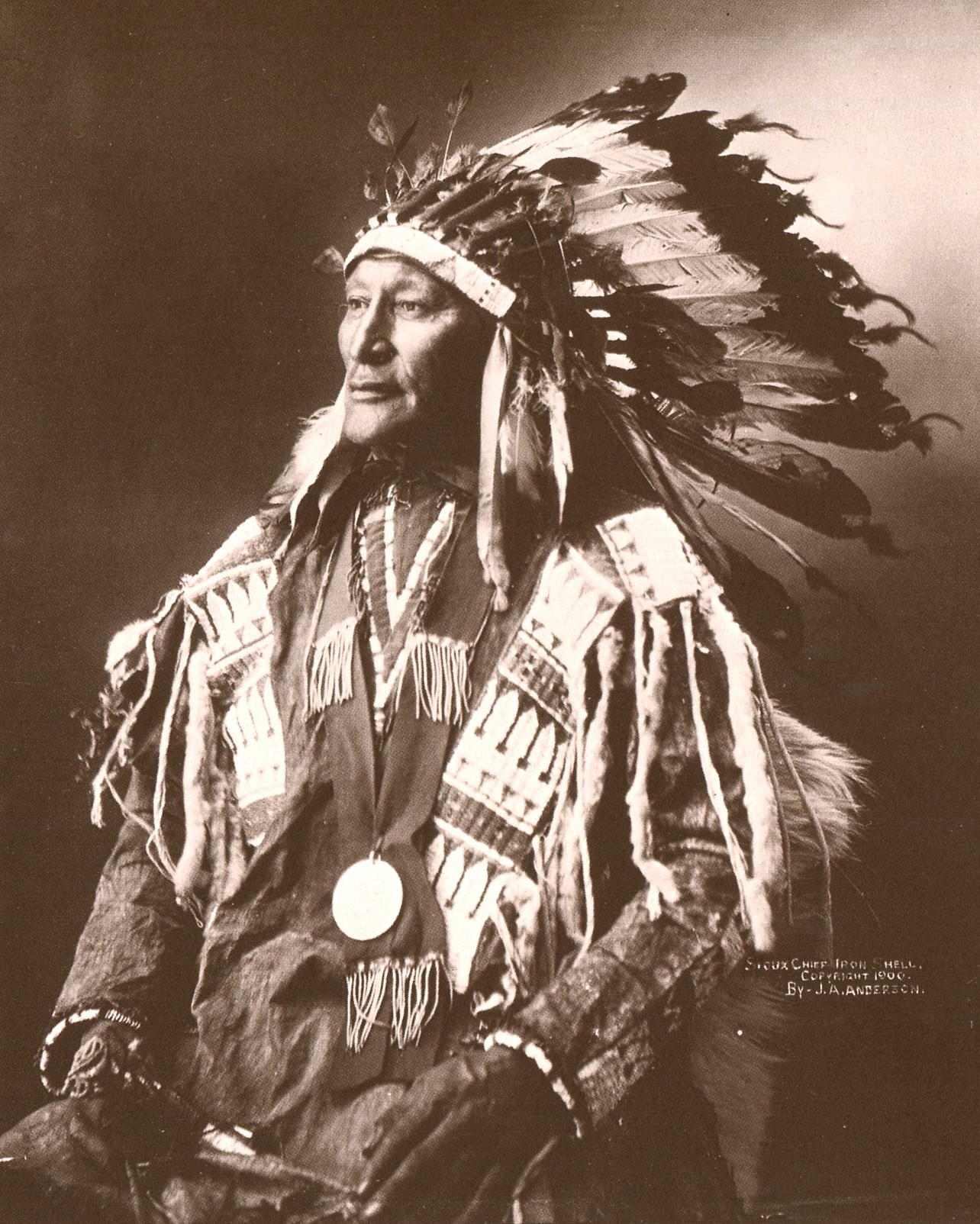
Айрон Шелл (1816–1896)